# 高祀仁
高祀仁（1944年3月—），男，山东青岛人，中华人民共和国政治人物。在廣東工作近31年，歷任中共廣東省委副書記、中共廣州市委書記，第十一屆全國人大常委會委員、全國人大華僑委員會主任委員，中共第十四、十五屆中央候補委員，中共第十六屆中央委員。

## 生平
高祀仁在1963年入讀合肥工業大學採礦系，任廣東大寶山礦實習生等，1972年9月加入中國共產黨，此後於大寶山礦供銷辦公室出任副主任、黨總支副書記及助理工程師，1981年出任礦長助理，1983年獲工程師資格。
1983年起，歷任中共韶關市委副書記、1989年，在一次差额选举中击败韶关市人民代表大会主席團提名的市长候選人肖有根而成为韶關市市長；1991年後，任中共廣東省委常委、秘書長；1991年11月後，任中共廣東省委常委、中共廣州市委書記、中共廣州警備區黨委第一書記；1998年任中共廣東省委副書記，2000年赴香港任中聯辦副主任，2002年任中聯辦主任。2008年，担任全国人大常委会委员、全国人大华侨委员会主任委员。2009年5月25日卸任香港中聯辦主任。